# Mémoires de l'Institut Français d'Afrique Noire
Mémoires de l'Institut Français d'Afrique Noire (abreviado Mem. Inst. Franc. Afrique Noire) fue una revista con ilustraciones y descripciones botánicas que fue editada en París y Dakar. Se publicaron 74 números en los años 1939-1965. Fue reemplazada por Memoires de l'Institut Fondamental d'Afrique Noire.